# Park Krajobrazowy Puszczy Solskiej
Park Krajobrazowy Puszczy Solskiej – park krajobrazowy położony na terenie Roztocza Środkowego (makroregion Roztocze) i Równiny Biłgorajskiej (makroregion Kotlina Sandomierska). Powierzchnia parku wynosi 28 895 ha (21 305 ha – w województwie lubelskim, 7590 ha – w województwie podkarpackim). Otulina obejmuje 16 552 ha, a jej północno-wschodnia część pełni także funkcję otuliny Krasnobrodzkiego Parku Krajobrazowego. Park znajduje się na terenie gmin: Józefów, Aleksandrów, Łukowa, Obsza, Susiec, Narol, Cieszanów.
Park utworzono w 1988 r. w celu zachowania unikatowych walorów przyrodniczych, historycznych, kulturowych i krajobrazowych Roztocza oraz Puszczy Solskiej, a w szczególności zwartych kompleksów leśnych o charakterze puszczańskim z charakterystyczną florą i fauną, a także bogactwa krajobrazowego dolin rzek tworzących przełomy zwane „szumami” lub „szypotami” w strefie krawędziowej Roztocza i Kotliny Sandomierskiej.
Park obejmuje lesiste, południowo-zachodnie wzgórza części krawędziowej Roztocza, spośród których na uwagę zasługują: kompleksy borów sosnowych o dużym zróżnicowaniu siedlisk – od borów suchych do bagiennych i wilgotnych, kompleksy wydm śródlądowych oraz przełomy dolin rzecznych.
Lasy, jako dominujący element parku, stanowią 85,6% jego powierzchni. Wiek występujących tu drzewostanów w większości nie przekracza 40–60 lat. Kompleksy leśne położone w zewnętrznej części krawędziowej Roztocza poprzecinane są dolinami rzek, takich jak: Jeleń, Łosiniecki Potok, Sopot, Niepryszka, Szum i Tanew. Dna tych dolin porastają łęgi.

## Rezerwaty
W parku występują progi tektoniczne pochodzące z okresu tworzenia się Karpat. Są one widoczne w korytach rzek: Tanwi i Sopotu, tworząc niewielkie wodospady zwane „szumami” lub „szypotami”.
W obrębie parku utworzone zostały rezerwaty:
- Nad Tanwią (rezerwat krajobrazowy, 41,33 ha)
- Czartowe Pole (rezerwat krajobrazowy, 63,71 ha)
- Bukowy Las (rezerwat leśny, 86,29 ha) – chroni typowy dla Roztocza fragment lasu bukowo-jodłowego.

## Flora
Wiele znajdujących się tu gatunków objętych jest ochroną prawną np.:
- wierzba borówkolistna,
- pięć gatunków widłaków: goździsty, jałowcowaty, spłaszczony, torfowy i wroniec,
- rosiczka okrągłolistna,
- cztery gatunki storczyków: szerokolistny, plamisty, drobnokwiatowy i krwisty,
- lilia złotogłów,
- buławnik wielkokwiatowy,
- śnieżyczka przebiśnieg.

## Fauna
Wśród ptaków występują tu takie gatunki jak m.in.:
- perkoz rdzawoszyi,
- bączek,
- bocian czarny,
- orlik krzykliwy,
- pustułka,
- głuszec zwyczajny,
- wodnik,
- brodziec samotny,
- puchacz,
- kraska,
- dudek,
- żuraw,
- pliszka górska,
- podróżniczek.

Wśród ssaków występują tu takie gatunki jak m.in.:
- jeleń szlachetny,
- łoś euroazjatycki,
- wilk szary,
- borsuk europejski,
- jenot azjatycki,
- cztery gatunki nietoperzy: nocek Brandta, nocek duży, borowiec wielki i gacek wielkouch.

W Tanwi i Sopocie żyje pstrąg potokowy.

## Pomniki przyrody
W Parku znajduje się 9 pomników przyrody ożywionej – są to pojedyncze drzewa i grupy drzew oraz 2 pomniki przyrody nieożywionej: źródlisko rzeki Jeleń i wodospad na Jeleniu.

## Obiekty historyczne
Obiekty historyczne i kulturowe znajdujące się na terenie Parku to:
- kościół murowany z 1850 r. w Suścu,
- cmentarz ofiar zbrodni hitlerowskich w Osuchach,
- kościół z 1886 r.,
- synagoga z końca XVIII w. i cmentarz żydowski w Józefowie,
- zamczysko „Kościółek” ze śladami grodziska z XII-XIII wieku położone w widłach Tanwi i dawnej doliny Jelenia,
- ruiny papierni w rezerwacie „Czartowe Pole”,
- Pałac Łosiów w Narolu z połowy XVIII w.
- miejsce pamięci narodowej w Błudku.

## Turystyka
Bazę turystyczną na terenie Parku stanowią miejscowości letniskowe jak: Susiec, Józefów, Narol, Huta Różaniecka.
Przez Park przebiega 7 znakowanych szlaków turystycznych. Są to:
- szlak „Walk Partyzanckich” – oznaczony kolorem czarnym,
- „Ziemi Józefowskiej” – zielonym,
- „Szumów” – niebieskim,
- „Południowy” – żółtym,
- „Krawędziowy” – czerwonym,
- „im. Władysławy Podobińskiej” – zielonym
- „Łącznikowy” – czarnym.

Na terenie Parku wytyczono dwie ścieżki przyrodniczo-dydaktyczne w rezerwatach „Nad Tanwią” i „Czartowe Pole”.